# Средняя Джубба
Средняя Джубба (сомал. Jubbada Dhexe, араб. جوبا الأوسط‎) — провинция на юге Сомали, часть исторического региона Джубаленд. Столица — город Буале. Провинция была создана в 1980-е годы. На севере она граничит с провинцией Гедо, на западе с провинцией Нижняя Джубба, на востоке — с сомалийскими регионами Баколь, Бай, а на юге — с Индийским океаном.

## Политическая ситуация
Во время гражданской войны в Сомали провинция была под контролем организации JVA (Альянс долины Джубба), но в 2006 власть захватил Союз исламских судов.
В 2006 году произошло крупное наводнение реки Джубба.
В 2010—2011 годы провинция находилась под контролем Харакат аш-Шабаб. С осени 2011 операция Линда Нчи стала вытеснять Харакат аш-Шабаб с территории провинции, однако по состоянию на 2014 год Харакат аш-Шабаб контролирует значительную территорию, включая крупные города.
На 2014 год Средняя Джубба формально входит в состав автономного образования Джубаленд, подписавшего соглашение с Федеральным правительством Сомали, и является ареной столкновений сил ФПС с Харакат аш-Шабабом.

## Районы
Средняя Джубба делится на три района:
- Буале (район)[англ.]
- Джилиб (район)[англ.]
- Сакоу (район)[англ.]

## Крупные города
- Буале
- Джилиб